# Olof Werlin
Olof Werlin, född 15 november 1764 i Malmö, död 27 augusti 1826 på Åtorp i Foss socken, var en svensk jurist och politiker.
Olof Werlin var son till tullskrivaren Anders Werlin och Magdalena Holst. Han genomgick Malmö skola och blev 1781 student vid Lunds universitet, där han 1785 avlade juridisk examen. Han blev notarie vid Hall- och manufakturrätten i Malmö 1789, borgmästare i Växjö och utnämndes 1805, sedan han några år även förestått Tiohärads landsaga, till häradshövding i Lane med flera häraders domsaga i Bohuslän. Vid riksdagen i Norrköping 1800 var han ledamot av borgarståndet. 1809 erhöll han lagmans och 1816 kansliråds titel. Werlin, som lagt i dagen ett konservativt och rojalistiskt tankesätt, kallades till sekreterare i bondeståndet 1815 och 1817–1818. De önskemål, som av regeringen förbands med utnämningen, syns till en början ha gått i uppfyllelse, då Werlin med skicklighet styrde ståndet och förmådde det föreslå en höjning av kungens apanage. Vid riksdagen 1817–1818 märktes dock oppositionella tendenser inom bondeståndet, vars representant i konstitutionsutskottet voterade för åtal mot ett av statsråden. Werlin försökte då hämnas genom att motarbeta de båda oppositionsledarna Johan Olsson Longbergs och Anders Danielssons val till bankofullmäktige, men intrigen misslyckades till följd av några medagerandes vårdslöshet. Werlins ställning var därmed undergrävd, och såväl ledamöter som kanslipersonal visade honom vid avskedet öppen missaktning. Missmodig drog sig Werlin tillbaka från politiken och avböjde även en av regeringen erbjudet adelskap. Werlin var ledamot av Vetenskaps- och vitterhetssamhället från 1816.